# Абенов, Нигмет Конуржанович
Нигмет Конуржанович Абенов — советский хозяйственный, государственный и политический деятель.

## Биография
Родился в 1927 году в Ермаке. Член КПСС.
С 1942 года — на хозяйственной, общественной и политической работе. В 1929—1946 гг. — помощник чабана, табунщик, счетовод, заведующий сектором Павлодарского облсобеса, инженер, начальник Павлодарского облуправления сельского и колхозного строительства, секретарь Ермаковского райкома партии, инструктор ЦК Компартии Казахстана, инструктор, заведующий сектором Целинного крайкома, заместитель заведующего отделом Целиноградского обкома, заместитель заведующего, заведующий отделом Целинного крайкома партии, секретарь Целинного крайисполкома, старший референт Управления делами Совета Министров Казахской ССР, заместитель заведующего отделом ЦК Компартии Казахстана, секретарь Семипалатинского обкома партии, первый замминистра сельского хозяйства Казахской ССР, председатель Восточно-Казахстанского облисполкома.
Избирался депутатом Верховного Совета Казахской ССР 9-го, 10-го и 11-го созывов.
Умер в 2001 году.